# إدوارد جي. ووكر
إدوارد جي. ووكر (بالإنجليزية: Edward G. Walker)‏ هو محامي وسياسي أمريكي، ولد في 1830، وتوفي في 13 يناير 1901 في بوسطن في الولايات المتحدة بسبب ذات الرئة. حزبياً، نشط في الحزب الديمقراطي والحزب الجمهوري. وقد انتخب عضو مجلس نواب ماساتشوستس.